# Hannover
Hannover (theo tiếng Đức) hoặc Hanover (theo tiếng Anh) (phiên âm tiếng Việt: Ha-nô-vơ) nằm trên dòng sông Leine, là thủ phủ của bang Niedersachsen, Đức. Hanover có diện tích 204.010 km² với dân số 516.227 người (11/2005). Hannover là trụ sở của nhiều trường đại học và là một trung tâm dịch vụ, thương mại và công nghiệp quan trọng. Hội chợ CeBIT và Hội chợ Hannover là hai hội chợ quốc tế lớn được tổ chức hằng năm tại đây. Agritechnica, triển lãm kỹ thuật nông nghiệp quan trọng nhất thế giới, được tổ chức hai năm một lần vào tháng 11 của năm lẻ. Lễ hội bắn súng Hannover, lễ hội dành cho những người bắn súng lớn nhất thế giới, cũng được tổ chức hằng năm tại thành phố này.
Thành phố Hannover là một phần của vùng đô thị Hannover-Braunschweig-Göttingen, vùng đô thị lớn thứ tư của Đức.
Hanover và vùng phụ cận
Hanover nằm trong thung lũng của khu vực Berglands ở phía bắc của Tiefland, nằm ở vĩ độ 52°22'28 độ bắc và kinh độ 9°44'19 độ đông. Phía tây nam của thành phố giới hạn bởi vùng núi Weserbergland với hoàng thổ màu mỡ, ở phía bắc với địa hình nhiều cát và đầm lầy của ở khu vực Burgdorf-Peiner và Hannoversche Moor Geest trong khu vực thành phố.
Địa hình địa lý tự nhiên và hạ tầng giao thông ở Hanover tạo nên các điều kiện tốt cho sự phát triển của Hanover, từ 1 ngôi làng nhỏ trở thành 1 thành phố lớn của nước Đức. Vào thời Trung cổ, một tuyến thương mại Bắc - Nam rất cần thiết đã được mở từ thung lũng Leine đến Ortsstelle và Flussfurt. Vào thế kỷ 19, hệ thống đường sắt đã đi theo đó được mở ra, và thông qua việc xây dựng kênh đào Midland như một kết nối đông-tây đã đưa Hanover trở thành một dấu mốc của con đường giao thương quan trọng này vào thế kỷ 20. Điều tương tự này cũng áp dụng cho các phương tiện giao thông đường phố thông qua các điểm nút trên đường cao tốc A2 và A7 gần Hanover.